# Roberto Calderoli
Roberto Calderoli (Bergamo, 18 april 1956) is een Italiaans politicus van de rechtse partij Lega Nord. Sinds 2022 is hij minister voor Regionale Zaken in de Italiaanse regering van premier Giorgia Meloni. Tevens is hij sinds 2001 lid van de Senaat van de Republiek. Calderoli was ook actief als lid van de Kamer van Afgevaardigden (1992–2001) en minister zonder portefeuille in de kabinetten Berlusconi II en III (2004–2006) en Berlusconi IV (2008–2011).

## Politieke loopbaan
Roberto Calderoli studeerde geneeskunde en chirurgie in Milaan en was, na het voltooien van zijn studie in 1982, onder meer werkzaam als tandarts. Tussen 1990 en 1995 was hij lid van de gemeenteraad van Bergamo namens de Lega Lombarda, een van de voorlopers van de Lega Nord. Calderoli klom binnen de partij snel hogerop en groeide uit tot een van de leidende figuren.
Na de Italiaanse parlementsverkiezingen van 1992 nam Calderoli zitting in de Kamer van Afgevaardigden, waarvan hij tot 2001 lid zou blijven. Bij de parlementsverkiezingen van 2001 werd hij verkozen tot senator, waarna hij zijn kamerzetel verruilde voor een zetel in Senaat van de Republiek. Daar werd hij tevens een van de vicevoorzitters.

### Ministerschappen
In juli 2004 werd Calderoli tussentijds aangesteld als minister zonder portefeuille in de tweede regering van premier Silvio Berlusconi. Hij nam er de plaats in van Lega Nord-partijleider Umberto Bossi, die vanwege gezondheidsredenen een stap opzij moest doen. Calderoli was als minister verantwoordelijk voor Bestuurlijke Vernieuwing en bleef dat ook in het kabinet-Berlusconi III, dat in april 2005 aantrad. Hij ontwierp onder meer een controversiële nieuwe kieswet, die hij zelf een "porcata" (varkensstal) noemde.
Toen premier Berlusconi in mei 2008 opnieuw aan de macht kwam, kreeg Calderoli wederom een plaats toegewezen in diens regering, het kabinet-Berlusconi IV. Ditmaal werd hij minister zonder portefeuille van Wetgevende Vereenvoudiging. Hij bekleedde die functie tot november 2011, toen het kabinet vroegtijdig ten val kwam. Vervolgens was hij tussen 2013 en 2022 opnieuw vicevoorzitter van de Senaat.
Na de Italiaanse parlementsverkiezingen van 2022 trad in Italië een nieuwe rechtse regering aan onder leiding van Giorgia Meloni (Broeders van Italië). Calderoli werd in het kabinet-Meloni benoemd tot minister voor Regionale Zaken.

### Discriminatie
Calderoli is omstreden vanwege racistische, xenofobe en beledigende opmerkingen die hij meermaals in het openbaar heeft geuit. In februari 2006 trad hij onder hoge druk af als minister nadat beroering was ontstaan over een T-shirt dat hij tijdens een live-interview op Rai 1 had gedragen met daarop cartoons van de islamitische profeet Mohammed. Bij het Italiaanse consulaat in de Libische stad Benghazi vielen bij demonstraties tegen de getoonde cartoons elf doden. Ondanks alle commotie behield Calderoli evenwel zijn zetel in de senaat.
In 2013 werd Cécile Kyenge, de eerste zwarte minister van Italië, door Calderoli een orang-oetan genoemd. Deze discriminerende uitlating bracht in binnen- en buitenland felle kritiek teweeg, maar Calderoli weigerde zijn senaatszetel op te geven. In januari 2019 werd hij veroordeeld tot 18 maanden celstraf wegens laster en rassenhaat.